# Lina Möller
Emma Lina Josefine Möller, född 29 augusti 1980, är en svensk handbollstränare och tidigare handbollsspelare (niometersspelare/försvarsspecialist).

## Klubblagsspel
Lina Möller kommer från en handbollsfamilj i Hörby. Morfar Malte Helander var med och startade hennes moderklubb IK Lågan, far Claes-Göran Möller har varit ordförande och tränare i klubben och mor Annelie var en av stjärnorna i Eslövs IK under 1970-talet.
Lina började med handboll vid fyra års ålder när hon hängde med systern Alexandra till träningarna. I tonåren blev Lina svensk mästare för B-flickor 1995. 1998 började systrarna spela för Eslövs IK. I Eslöv spelade systrarna Möller i fyra år. 2002 blev det SM-guld med Team Eslöv. Sen väntade proffslivet i FC Köpenhamn. Lina spelade för klubben 2002–2004 men drabbades av en korsbandsskada i februari 2003. Hon bytte sen klubb 2004 till Frederikshavn FOX Team Nord där Ola Månsson var tränare 2004-2005. Hon återförenades också med systern Alexandra i klubben. Hon stannade i klubben till 2008. Återvände sedan till Eslövs IK och Sverige. Hon spelade tre säsonger och avslutade sin spelarkarriär 2011 med SM-final i Scandinavium, som Eslöv förlorade till IK Sävehof.

## Landslagsspel
58 A-landskamper under åren 1998-2006 med 80 gjorda mål. Lina Möller gjorde sin landslagsdebut då hon var 18 år och fortfarande spelade för IK Lågan. Sista landskampen Lina Möller spelade var 2006. Mästerskapsdebuten var i VM 2001 i "det leende landslaget" i Italien som blev succé och spelade även EM 2002 i Danmark som inte blev succé utan fiasko. EM 2004 missade Lina på grund av knäskadan 2003. 2006 var hon med i bruttotruppen inför hemma-EM men blev inte uttagen i slutliga truppen.

## Tränarkarriär
- 2011–2013 Blev efter spelarkarriären assisterande tränare i Eslövs IK. Hon slutade mitt i säsongen 2013 på grund av personliga skäl. [8]
- 2013–2014 blev hon tränare för IFK Kristianstads herrjuniorer. [9]
- 2014–2015 var hon assisterande tränare för Lugis damlag.[10]
- 2016–2017 blir hon tränare för OV Helsingborgs damlag med sin syster Alexandra Möller[11]
- 2016 startades en handbollstränarlinje på Eslövs Folkhögskola som hade Lina Möller som kursföreståndare.[12][13]